# 兄

本人(■)から見た兄(■)

兄（あに）とは、本人から見て傍系2親等の年長の男性、通常は同じ父母から生まれた年長の男性をいう。また、自分の姉と結婚した男性、すなわち姉婿や配偶者の兄も本人から見たら兄になる。その場合、義兄（ぎけい）と書いて「あに」と呼ぶ場合が多く、対象者より年上であるとは限らない。また、親の養子や親の再婚相手の連れ子が年上だった場合も義兄にあたる。

## 概要
一般的に兄にあたる男性は、本人から「お兄さん（おにいさん）」「お兄ちゃん」と呼ばれ、一方で彼が自ら弟妹に対して呼びかける際に用いる自称でもある。子供が自分の兄以外の年長の若い男性を指して呼ぶ一般語としても用いる。稀ながら配偶者の弟や妹婿が自分より年長である場合や年齢の近い叔父を「お兄さん」と呼ぶ場合もある。 血縁関係である2親等である場合、現在の日本では対象者と婚姻することは民法上できない。
敬称は「御兄様」（おあにさま）であり、これはもともと武家や豪商が使っていたものとされる。
愛称では「お兄様」「お兄ちゃん」「お兄ちゃま」「おにいたま」など様々な呼び名が存在し、それを活かしたメディアミックスの『シスター・プリンセス』も登場している。
日本の古語では「せ」と読み、年齢に関係なく兄弟を呼ぶ言葉であり、同時に愛しい男性を呼ぶ言葉でもあった。古代日本では異母の兄弟姉妹婚は可能であったため、『日本書紀』の仁賢天皇紀には異母兄弟である愛しい夫のことを「兄（せ）」と実際に呼んでいる逸話が伝わる。
いとこのうち、対象者より年上の男性を従兄（じゅうけい）と呼び、4親等にあたる。

## 兄の特殊な用法
書き言葉として、学問の世界などで自分の同僚や後輩などに対し、敬意を表して「学兄」と手紙に書いたりすることがある。また、著者などが読者に対し敬意を表して読者諸兄姉という呼びかけが散見される。
そのほかキリスト教会では、天国においては家族でキリストを長子とする兄弟であるという考え方から男性信者を氏名の後ろに敬称として「兄」をつけ、兄弟と呼びかける場合がある。また、ヤクザやテキヤの構成員、また若い男性同士のグループで年長だったり先輩に当たる組員ないし構成員に対して呼びかける敬称として「兄貴（あにき）」がある。同種の用法として「兄御（あにご）」がある。
また、公言する際に差別的に聞こえるような発言などに用いられる場合もある（ヤクザや暴力団員→恐いお兄さん、オタク→大きいお兄さんなど）。欧米など海外では親しみを込めて、血縁関係がなくても「brother」と呼び合う風習がある。

## 兄がモチーフの作品
- タイトルに「兄」を含むページの一覧
- あんちゃん
- ひとつ屋根の下
- にあんちゃん
- 兄帰る (漫画)
- お兄ちゃんずるい
- お兄ちゃんの選択
- 燃える!お兄さん
- ふつつか者の兄ですが
- 働くお兄さん
- お兄ちゃん、ガチャ
- お兄ちゃんはデンマザー
- ソン・フレール -兄との約束-

## 対語・関連項目
- 兄者
- 兄貴
- 兄弟、弟
- 姉
- 6月6日
  - 日本では兄の日とされている。
- レンタルお兄さん